# Selidosema picturata
Selidosema picturata är en fjärilsart som beskrevs av Rothschild 1914. Selidosema picturata ingår i släktet Selidosema och familjen mätare. Inga underarter finns listade i Catalogue of Life.